# Deposito Centrale Titoli
Un sistema di deposito accentrato (SDA) (in inglese Central securities depository - CSD) è un'organizzazione che tiene in custodia titoli finanziari, sotto forma di certificati cartacei o informatizzati, allo scopo di facilitarne gli scambi di proprietà. I certificati cartacei sono depositati in un posto sicuro, come un caveau di banca, e vengono definiti immobilizzati. I certificati informatizzati sono memorizzati su supporti informatici e vengono definiti dematerializzati.
Il vantaggio è evidente: una volta accentrati i titoli in un deposito, in caso di compravendita, non è più necessario scambiarseli materialmente, come avviene per il denaro contante o gli assegni, ma è sufficiente annotare il nuovo proprietario del titolo.
Solitamente le organizzazioni che fungono da CSD si occupano anche delle operazioni connesse all'effettiva compravendita, effettuate normalmente sui mercati finanziari, come la compensazione ed il regolamento dei titoli.
In Italia il servizio di Sistema di deposito accentrato è effettuato da Monte Titoli.

## Funzioni
Il sistema di deposito accentrato svolge le seguenti funzioni:
- Sicurezza - I titoli immobilizzati devono essere mantenuti in un luogo sicuro al pari di oro, valori o contanti e quelli dematerializzati devono stare su registrazioni informatiche sicure e garantite.
- Deposito e ritiro - Le operazioni di deposito e ritiro richiedono l'instaurazione di canali di comunicazione sicuri e affidabili tra gli agenti coinvolti nell'emissione e compravendita dei titoli.
- Dividendi, interessi e operazioni connesse ai titoli - Le operazioni finanziarie connesse ai titoli depositati richiedono il collegamento ai sistemi di pagamento e di trasferimento di denaro.
- Altri servizi - Oltre ai servizi fondamentali un CSD può offrire servizi correlati agli scambi posti in essere dai suoi clienti come prestiti, stipule, riacquisto, compensazione, ecc.
- Garanzia - I CSD possono fornire finanziamenti prendendo in garanzia titoli.

## In India
Il Central Depository Services (India) Ltd è il secondo operatore indiano in ordine cronologico e per dimensioni nella regolazione contabile dei pagamenti e nel trasferimento della proprietà degli strumenti finanziari, quali: azioni, obbligazioni, quote di fondi comuni di investimento, fondi di investimento alternativi, certificati di deposito (CD), commercial paper (CP), titoli di stato e buoni del tesoro. 
Fu fondato a febbraio del '99 a Mumbai, dove al 2019 ha sede, tre anni dopo la costituzione del National Securities Depository Limited.
Dal 2017 è quotato al Mumbai Stock Exchange.